# Charisea saxicola
Charisea saxicola är en havsanemonart som beskrevs av Torrey 1902. Charisea saxicola ingår i släktet Charisea och familjen Condylanthidae. Inga underarter finns listade i Catalogue of Life.